# Johnny J. Johnston
Johnny Jones Johnston (* 23. Dezember 1928 in Farmersville, Texas; † 5. September 2012 in San Antonio, Texas) war ein Generalleutnant der United States Army. Er war unter anderem Kommandeur der 2. Armee.
Johnny Johnston war ein Sohn von Herman Johnston und dessen Frau Mary. Im Juli 1952 wurde er zur Zeit des Koreakriegs zum US-Heer eingezogen. Er besuchte die Officer Candidate School (OCS) und gelangte im November 1953 in das Offizierskorps des US-Heeres. Dort wurde er als Leutnant der Infanterie zugeteilt. In der Armee durchlief er anschließend alle Offiziersränge vom Leutnant bis zum Drei-Sterne-General.
Im Verlauf seiner militärischen Karriere kommandierte er militärische Einheiten auf vielen Ebenen. Während des Vietnamkriegs war er Bataillonskommandeur in einem Infanterieregiment. Außerdem war er Berater und Ausbilder bei südvietnamesischen Truppen. Danach versah er den für Offiziere in den entsprechenden Rangstufen üblichen Dienst in unterschiedlichen Einheiten und Standorten. Dazu gehörten auch Aufgaben als Stabsoffizier in verschiedenen Hauptquartieren.
Im Jahr 1984 war Johnston Mitglied einer amerikanischen Delegation, die die Volksrepublik China bereiste. Dabei war er von der Stärke der chinesischen Streitkräfte beeindruckt, glaubte aber trotzdem an die amerikanische Überlegenheit auf diesem Gebiet. Im Juli 1985 wurde Johnston mit dem Kommando über die 2. Armee betraut, das er bis zum Dezember 1987 innehatte. Zum 1. Januar 1988 ging er nach 35 Dienstjahren in den Ruhestand.
Johnny Johnston verbrachte seinen Lebensabend in San Antonio. Dort widmete er sich unter anderem seiner Kirchengemeinde, der Sunset Ridge Church of Christ. Er starb am 5. September 2012 an einer Krebserkrankung und wurde auf dem Fort Sam Houston National Cemetery beigesetzt.